# Lőrinczy Jolán
Lőrinczy Jolán, Á. Lőrinczy (Nagyvárad, 1903. május 30. – Szováta, 1991. március 20.) háztartási szakíró. Árvay Árpád felesége, Árvay Zsolt anyja.

## Életútja
Szülővárosában végezte a tanítóképzőt (1922). Háziasszonyok részére Háztartás-rovatot, ételrecepteket közölt különböző nagyváradi napilapok hasábjain. Önálló kötete: A modern háziasszony (1964, új kiadás 1968).